# Avenida Antártida Argentina
La avenida Antártida Argentina es una de las arterias del barrio de Retiro, en la Ciudad de Buenos Aires. Por allí suelen pasar líneas de colectivos y micros de larga distancia. Nace en la Avenida Cecilia Grierson (que es la continuación de Avenida Córdoba), y termina en la intersección con la avenida Presidente Ramón S. Castillo. Su nombre rinde homenaje al Sector Antártico Argentino.

## Características
Desde 2018, el sentido de circulación vehicular entre Córdoba/Cecilia Grierson y San Martín/Comodoro Py es hacia el norte.

## Recorrido
A la altura de la Avenida Córdoba se encuentra la estación Córdoba del Tren del Este. Siguiendo el recorrido más adelante se encuentra la Dirección Nacional de Migraciones y el antiguo Puerto de Buenos Aires. A la altura de la Avenida Comodoro Py se ve la antigua Dirección Nacional de Vialidad, que fue levantado y destinado al Poder Judicial. También se puede ver el paisaje de las tres estaciones de Retiro. Pasando la altura de la Avenida Doctor José María Ramos Mejía se encuentra la zona militar. Al frente se encuentra la Terminal de Ómnibus de Retiro. Pasando la calle Mayor Arturo Pedro Luisoni, se encuentra el supermercado de COTO de la zona de Retiro. Finaliza en la intersección con la Avenida Presidente Ramón S. Castillo, en donde se encuentran los puertos en donde se encuentran camiones de carga. Durante todo su recorrido es atravesada por el Paseo del Bajo.